# 21582 Arunvenkataraman
21582 Arunvenkataraman è un asteroide della fascia principale. Scoperto nel 1998, presenta un'orbita caratterizzata da un semiasse maggiore pari a 2,6582977 UA e da un'eccentricità di 0,1277224, inclinata di 2,19716° rispetto all'eclittica.